# Tom Bouden
Tom Bouden (Oostende, 1971) is een Belgisch striptekenaar. Zijn oeuvre omvat zowel stripparodieën, humoristische en/of erotische homostrips (gags en lange vervolgverhalen), literaire stripbewerkingen en commerciële mediastrips.

## Biografie
In 1980 besloot Bouden striptekenaar te worden. Al snel werden de eerste pagina’s van Piet en Inge getekend. Er volgde een tiental albums, de scenario's werden meestal door vrienden geschreven. Tussen 1983 en 1988 won Bouden een stripwedstrijd voor het weekblad De Volksmacht. Hij ontwierp verschillende figuurtjes en werkte mee aan verschillende schoolkranten. In 1990 maakte hij ook enkele illustraties voor een promotieaffiche. De figuren Max en Sven speelden al vlug de hoofdrol in een eigen strip.  Deze verhaaltjes werden later tot een vaste strip gebundeld voor het Belgische maandblad ZiZo. Deze strips verschenen achteraf in de albumreeks 'Flikkerzicht'. Personages uit deze strips duiken eveneens op in 'Max en Sven', 'Queerville' en 'In bed with David & Jonathan'.
Vanaf 1998 werkte Bouden als assistent voor de populaire stripreeks F.C. De Kampioenen, getekend en geschreven door Hec Leemans. Naast een deel van het tekenwerk maakte hij voor die reeks ook steeds vaker scenario's. Rond 2002 werd Bouden door uitgeverij Dupuis gevraagd een stripversie te maken van de kinderwebsite 'Kid City'. Het album kreeg de titel Rattenkoning mee. In 2003 verscheen De Lichtrode Ridder, een strip die Bouden samen met Kim Duchateau maakte. Dit album is een parodie op de stripreeks De Rode Ridder van Willy Vandersteen.
Voor het Belang van Ernst, een gehomoseksualiseerde versie van Oscar Wildes The Importance of Being Earnest, won Bouden de Prix Saint-Michel voor het beste Nederlandstalige album.
Van 2006 tot 2009 schreef Bouden ook jaarlijks drie scenario's voor de reeks En daarmee basta!, die uitgetekend werden door Wim Swerts en Vanas.
In 2007 verschenen er negen albums waaraan Bouden had meegewerkt als tekenaar en/of scenarist, en vijf als assistent. Voor collega's Wim Swerts en Vanas, schreef hij dat jaar ook scenario's voor de stripreeks W817, een taak die hij gedeeltelijk van Hec Leemans overnam.
Boudens werk is ook in het buitenland gepubliceerd. Zijn strips zijn vertaald in het Duits, Frans, Engels, Italiaans en Spaans. Sinds 2006 is een aantal nieuwe albums meteen in het Engels uitgegeven.
In juni 2008 creëerde Bouden een parodie op de Belgische strip, Paniek in Stripland geheten. In deze strip komen veel bekende stripfiguren voor, zoals Suske en Wiske, Urbanus, Jommeke, Nero, F.C de kampioenen en De Kiekeboes. Bovendien is de omslag van dit album geïnspireerd op die van Het Jampuddingspook.
In 2010 maakten Piet Pienter en Bert Bibber een comeback in het verhaal Avontuur in de 21ste eeuw. Dit verhaal is getekend door Bouden en moest aan een paar voorwaarden voldoen. Voor Pom mocht het slechts eenmalig zijn en geen volwaardig avontuur. Bouden heeft het getekend in de stijl van zijn album Paniek in Stripland. Het verhaal is ook in zwart-wit verschenen, analoog aan de verhalen van Piet Pienter en Bert Bibber. Voor deze albums ontving Bouden op het Gala van het Gouden Potlood van het Stripfestival van Middelkerke de Rookie 2010-prijs.